# 札幌丸正
札幌丸正（さっぽろまるしょう）はかつて北海道札幌市を中心にチェーン展開していたスーパーマーケットである。2021年9月にすべての店舗を閉店した。

## 札幌丸正チェーン商事による運営
1965年頃、札幌市に大型スーパーマーケットが続々オープンする中、札幌青果物商業協同組合の組合員は当時、東京で新宿を中心として青果物の小売商からボランタリーチェーンを組織していた新宿丸正食品の飯塚正司社長の指導の下、札幌丸正食品が誕生、1982年には宮の沢へ1号店を開店した。1987年4月、札幌丸正チェーン商事株式会社を設立。ボランタリー・チェーン「札幌丸正」として札幌市内に展開していた。「丸正」「丸正食品」という呼称も用いている。
ピークの1995年には71億7490万円の売上高を計上したが、その後は大手などとの競合により低迷していく。2006年頃からはチェーン参加企業の倒産が続いたことで不良債権が発生しさらに低迷を続ける。2008年1月には中心的な存在であった加盟店の株式会社カネ大マルミ屋が破産し、2008年11月10日までに深澤食品が運営していた店舗が閉店した。これに伴う資金繰りの悪化から2008年11月12日には共同仕入をストップし、同19日に事業を停止、のちに破産したことでチェーンとしての営業を終了した。

## ロゴマーク
指導を受けた「新宿丸正」と似たロゴマークを使用しているが、新宿丸正が「新(正)宿」であるのに対し、札幌丸正のものは「札(正)幌」になっている。
ローマ字表記のものは配色も文字デザインも同一のものを使用している。

## チェーン参加企業・店舗

### 有限会社丸サ佐藤商店
運営店舗：北34条店(2021年9月30日閉店)、南7条店(2021年9月30日閉店)、南新琴似店(2009年12月31日閉店)

### 有限会社丸モ水森商店
運営店舗：本町店(2015年12月27日閉店)、モエレ店(2008年11月24日閉店)、川北店(2008年11月15日閉店)

### 株式会社山一坂井商店
運営店舗：宮の沢店(2008年11月15日閉店)

### 株式会社深澤食品
2008年11月、すべての店舗を閉店を告知し、事業を終了した。
運営店舗：南郷店(2008年11月10日閉店)、本通店(2008年11月10日閉店)、本郷店(2008年11月9日閉店)

### 株式会社カネ大マルミ屋
かつては「まるみ」の屋号を使い、まるみショッピングセンター石山店、まるみマート藤野店などの独自の店舗を展開していた。
2008年1月15日、札幌地方裁判所において破産手続き開始決定がされた。
南新琴似店は丸サ佐藤商店に運営を引き渡して継続されることとなる。
運営店舗：新琴似店(2008年1月15日閉店)、南新琴似店(2008年1月15日閉店)、石山店

### 株式会社道上商店
運営店舗：

### その他の企業によるもの
運営店舗：苗穂店、東札幌店、白石店、八軒店、真駒内店、菊水店

## ボランタリーチェーン解消後
札幌丸正チェーン商事の破産によりボランタリーチェーンは解消されたが、チェーン参加企業のうち有限会社丸モ水森商店と有限会社丸サ佐藤商店は独自で仕入れを行い独立する形で札幌丸正の屋号を使用して5店舗（南新琴似店、北三十四条店、本町店、モエレ店、南七条店）の営業を継続した。
しかし、丸モ水森商店は2015年12月27日に小売部門からの撤退し、丸サ佐藤商店は全日食チェーンに加盟して営業を続けていたが2021年9月に閉店した。